# Chaman

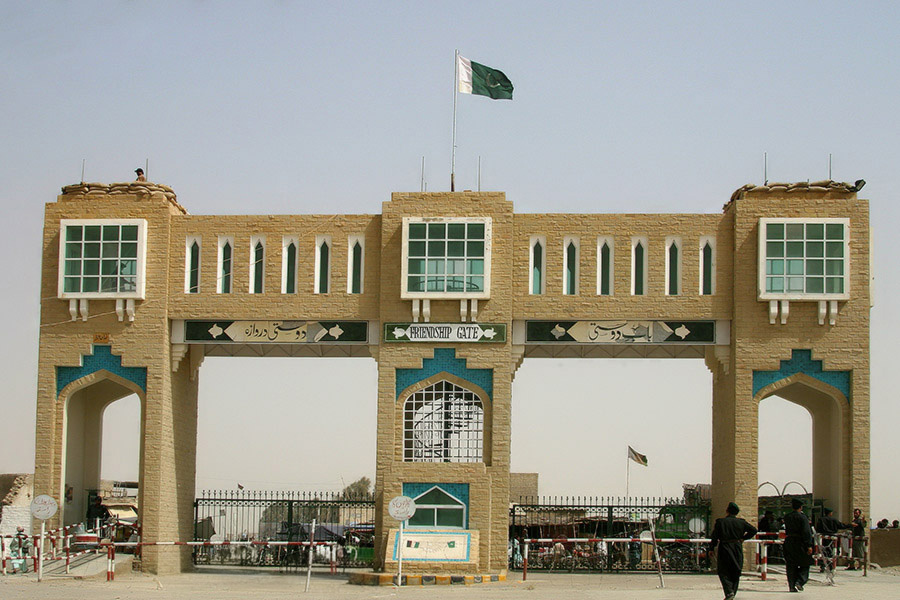

Chaman là một thành phố thủ phủ của Qilla Abdullah thuộc Balochistan của Pakistan. Chaman Nó nằm ở phía nam của biên giới với Afghanistan. Qua biên giới ở Afghanistan là thị xãn lân cận của Spin Boldak trong tỉnh Kandahar. Thành phố có dân số 20.000, vài ngàn người trong số họ là tín đồ Ấn Độ giáo.
Chaman có một nhà ga đường sắt trên tuyến nối với Kandahar cũng như các bộ phận khác của Afghanistan. Một tàu chở khách chậm chạy giữa Chaman và Quetta hàng ngày. Trong năm 2008, nó đã được đề xuất để mở rộng đường sắt này thông qua Afghanistan Trung Á.